# Camponotus moeschi
Camponotus moeschi é uma espécie de inseto do gênero Camponotus, pertencente à família Formicidae.